# تومی اوکاوا
تومی اوکاوا (انگلیسی: Tomi Okawa؛ زادهٔ ) یک بازیکن تنیس روی میز اهل ژاپن است. 
وی در مسابقات کشوری و بین‌المللی در مجموع برنده ۳ مدال طلا، ۲ مدال برنز شده‌است.